# Kopalnia Węgla Kamiennego Mieszko

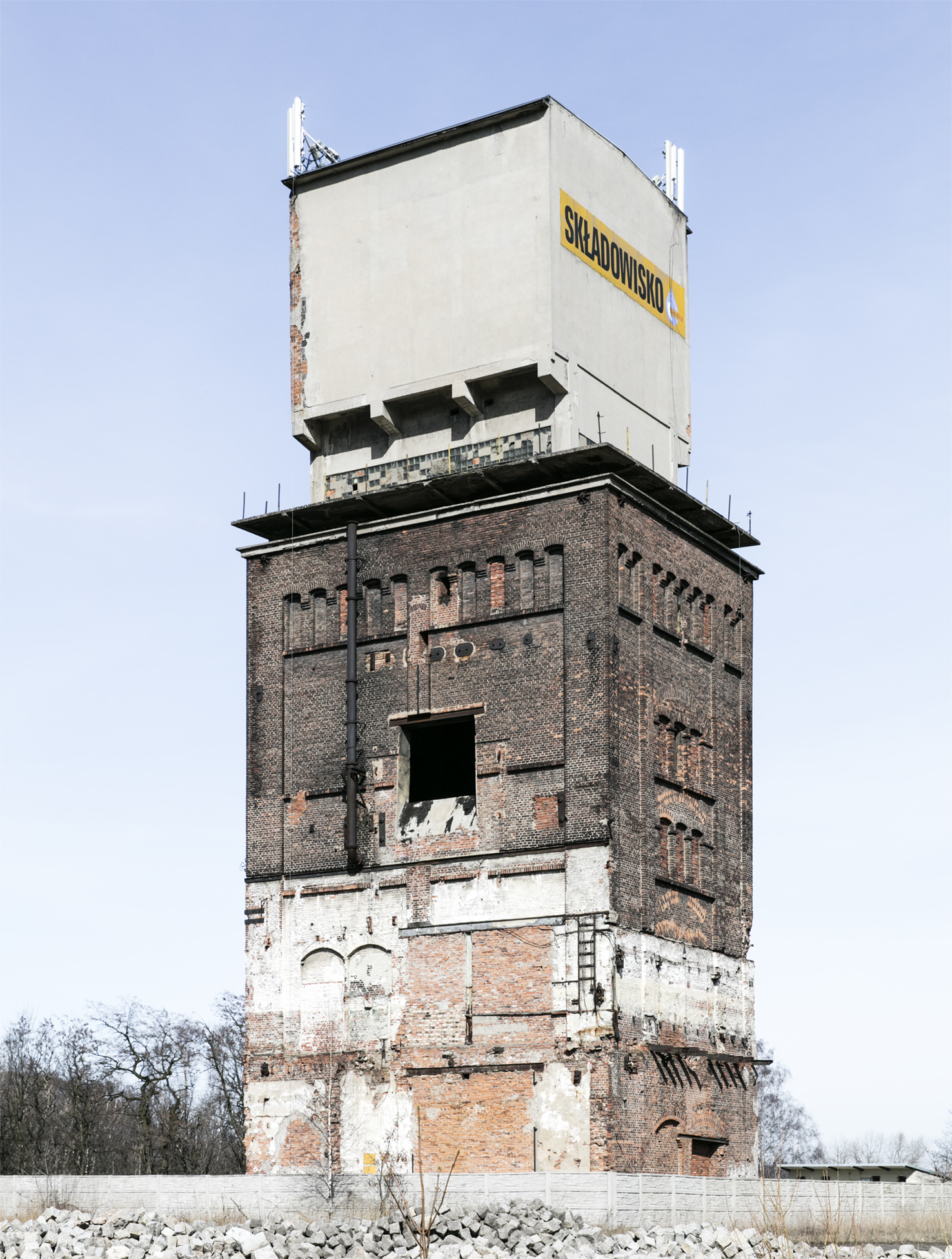
Wieża wyciągowa szybu "Staszic" w 2016 roku

Kopalnia Węgla Kamiennego Mieszko (Melchior, von Kulmiz) – kopalnia węgla kamiennego w wałbrzyskiej dzielnicy Podgórze przy ulicy Górniczej, działająca w latach 1840–1964. 

## Historia
Kopalnia powstała w 24 października 1840 roku pod nazwą „Melchior”. Eksploatowana dopiero od 1844 roku. Z czasem kopalnię rozbudowano i w 1860 roku dołączono do niej pole górnicze „Präsident”. W 1909 roku kopalnia została połączona z kopalnią „Ernestine” pod nową nazwą „von Kulmiz”. W 1928 wraz z innymi kopalniami w tym rejonie została własnością spółki „Niederschlesische Bergbau AG Waldenburg”. Po zakończeniu II wojny światowej ponownie nosiła nazwę „Melchior”, jednak 1 stycznia 1946 roku zmieniono nazwę kopalni na „Mieszko”.
W 1964 roku została połączona z kopalnią „Bolesław Chrobry” pod wspólną nazwą „Wałbrzych”. Ostatni wózek z węglem wyjechał w 1992 roku. Po dawnej kopalni przypominają jedyne dwie zachowane wieże: Szyb Staszic Wschód, Zachód, przy ulicy Górniczej, który powstał w 1815 roku oraz Szyb Powietrzny przy ulicy Świdnickiej z 1898 roku. Szyb Staszic, o wysokości 40 metrów, był najwyższą w dolnośląskim zagłębiu wieżą typu Malaków. Służył do zjazdu ludzi oraz jako szyb wodny i ciągnienia urobku. Basztowa wieża szybu została zbudowana na wzór średniowiecznych wież obronnych na planie kwadratu o bokach 15 metrów o przekroju beczkowym i obudowie murowej. 